# Julia Morgan
Julia Morgan   (San Francisco, 20 de gener de 1872 - San Francisco, 2 de febrer de 1957) va ser una arquitecta, la primera dona admesa a l'Escola de Belles Arts de París i el 1902 es va convertir en la primera dona titulada en arquitectura al món. També va ser la primera arquitecta de Califòrnia. La seva obra va ser prolífica, en 50 anys de carrera va dissenyar més de 700 edificis, esglésies, hospitals, museus, hotels, edificis comercials, centres comunitaris, escoles, edificis universitaris, clubs, un zoo privat, diversos edificis de la YMCA i nombroses residències privades.
Almenys un terç de les seves construccions van ser un encàrrec de les organitzacions de dones i feministes que van realitzar una important labor de suport a l'educació femenina, reflex del nou paper que la dona ja reivindicava a principis del segle xx. Al desembre de 2014 va rebre a títol pòstum la medalla d'or de l'AIA (Institut Americà d'Arquitectes), la més important que pot rebre un arquitecte als Estats Units, la primera vegada que es va lliurar a una dona.

## Biografia
Va néixer en San Francisco en 1872 en una influent família. Els seus pares van ser Charles Bill Morgan, que va pertànyer a una família de militars, polítics i empresaris de la Costa Oest dels Estats Units i Eliza Woodland Parmelee, filla del milionari home de negocis Albert O. Parmelee, comerciant de cotó. Es van casar en Brooklyn, Nova York i la seva família es va establir primer en la Badia de San Francisco i, posteriorment, quan Julia tenia dos anys en Oakland. Va ser la segona de cinc germans. Tenia tres germans homes: Parmelee (1870-1918), Avery (1876-1944) i Gardner Bulkey "Sam" (1880-1913) amb qui tenia especial relació, i una germana, Emma (1874-1965). Charles Morgan va tenir poc èxit en els seus projectes pel que depenien econòmicament de la família d'Eliza.
En 1878, Eliza va portar als seus fills a viure prop de la seva família a Nova York durant un any, mentre Charles treballava en San Francisco. A Nova York, Julia va contactar amb la seva cosina Lucy Thornton, casada amb el prestigiós arquitecte Pierre LeBrun que, al costat del seu pare, Napoleon LeBrun (Napoleon LeBrun & Sons) va dissenyar el gratacel Metropolitan Life Tower. Quan Julia va tornar a Oakland va continuar en contacte amb LeBrun qui la va animar a estudiar una carrera universitària.
Al juliol de 1880 va morir el seu avi matern i la seva àvia es va mudar a la casa d'Oakland portant amb ella la riquesa familiar, una situació que va reforçar en Julia la percepció del paper de les dones independents i autònomes capaces de gestionar la seva economia i la seva vida. Quan els seus pares van intentar casar-la, Julia va argumentar que abans havia d'acabar la seva carrera. Els seus pares la van recolzar. Mai es va casar i es va dedicar a la seva professió durant tota la seva vida.

### Formació a Berkeley
Va cursar els estudis primaris en l'Oakland High School, es va graduar en 1890 i es va matricular a la Universitat Berkeley per estudiar enginyeria civil, en part segons la historiadora Sara Holmes perquè no existien escoles d'arquitectura en la Costa Oest, on va ser l'única dona de la classe. Allí va connectar amb les xarxes de dones. Amb altres companyes va organitzar una secció de la Young Women's Christian Association (YWCA), van crear equips esportius i van lluitar amb èxit per a l'accés al gimnàs. També es va iniciar en la germanor de dones Kappa Alpha Theta, un exclusiu grup creat en 1870 per recolzar a les quals començaven a accedir a les universitats.
En les reunions organitzades per la germanor podria haver conegut a la rica filantropa feminista Phoebe Apperson Hearst, vídua del senador George Hearst, mecenes de la Universitat Berkeley que més tard es va convertir en una de les seves clientes més importants al costat del seu fill, el magnat de la premsa William Randolph Hearst. La germanor de dones també va construir la residència on vivia Julia Morgan en la seva època d'estudiant a diferència de la majoria de dones universitàries que vivien amb la seva família i havien de dividir la seva atenció entre els assumptes familiars i el treball acadèmic.
En els últims anys d'universitat va tenir com a professor a l'arquitecte Bernard Maybeck a qui Morgan admirava pel respecte a l'entorn i al Medi Ambient dels seus projectes. Va ser el seu mentor en Berkeley i li va animar a continuar els seus estudis a l'Escola de Belles Arts de París, l'escola d'arquitectura més prestigiosa del món. Es va graduar en 1894 convertint-se en una de les primeres dones graduades en enginyeria a la Universitat Berkeley. Durant dos anys va estar treballant amb Maybeck.

### Escola de Belles arts de París
En 1896 va viatjar a París per estudiar a l'Escola de Belles arts però va ser denegada la seva matrícula perquè no acceptava a dones. Gràcies a l'esforç i activisme de la unió de dones artistes franceses es va aconseguir que les hi admetessin en els cursos d'estiu de 1896 però els estudis oficials van continuar vetats per a elles fins a un any després, el 1987, quan finalment van ser autoritzades a realitzar els exàmens d'ingrés. Morgan va ser suspesa en dues ocasions però després de dos anys d'estudis i tutoritzada per l'arquitecte François-Benjamin Chaussemiche que va conèixer en 1898 i que va ser el seu mentor, va aprovar finalment l'examen.
Morgan va rebre formació d'arquitectura i va descobrir la seva consciència feminista pels constants desafiaments als quals va estar obligada a superar per introduir-se en una professió dominada pels homes. Va acabar els seus estudis el 1902 i es va convertir en la primera dona amb estudis oficials d'arquitectura de l'Escola de Belles arts de París.
Durant els sis anys de la seva estada a París va viatjar per Europa en el seu temps lliure i va estudiar molts dels principals edificis de l'arquitectura occidental omplint diversos quaderns de dibuix amb aquarel·les i dibuixos lineals. Durant la seva etapa d'estudiant va guanyar tres medalles en matemàtiques, arquitectura i disseny, 26 esments per la qualitat dels seus treballs i va avançar els cursos en la meitat de temps que la resta d'estudiants aconseguint el certificat el 1902 abans del seu 30 aniversari segons establia la norma de l'Escola.
Mentre estudiava a París va col·laborar en el taller de Marcel Pérouse de Monclos (1896-1898) i el taller de François-Benjamin Chaussemiche (1898-1902).

## Trajectòria professional

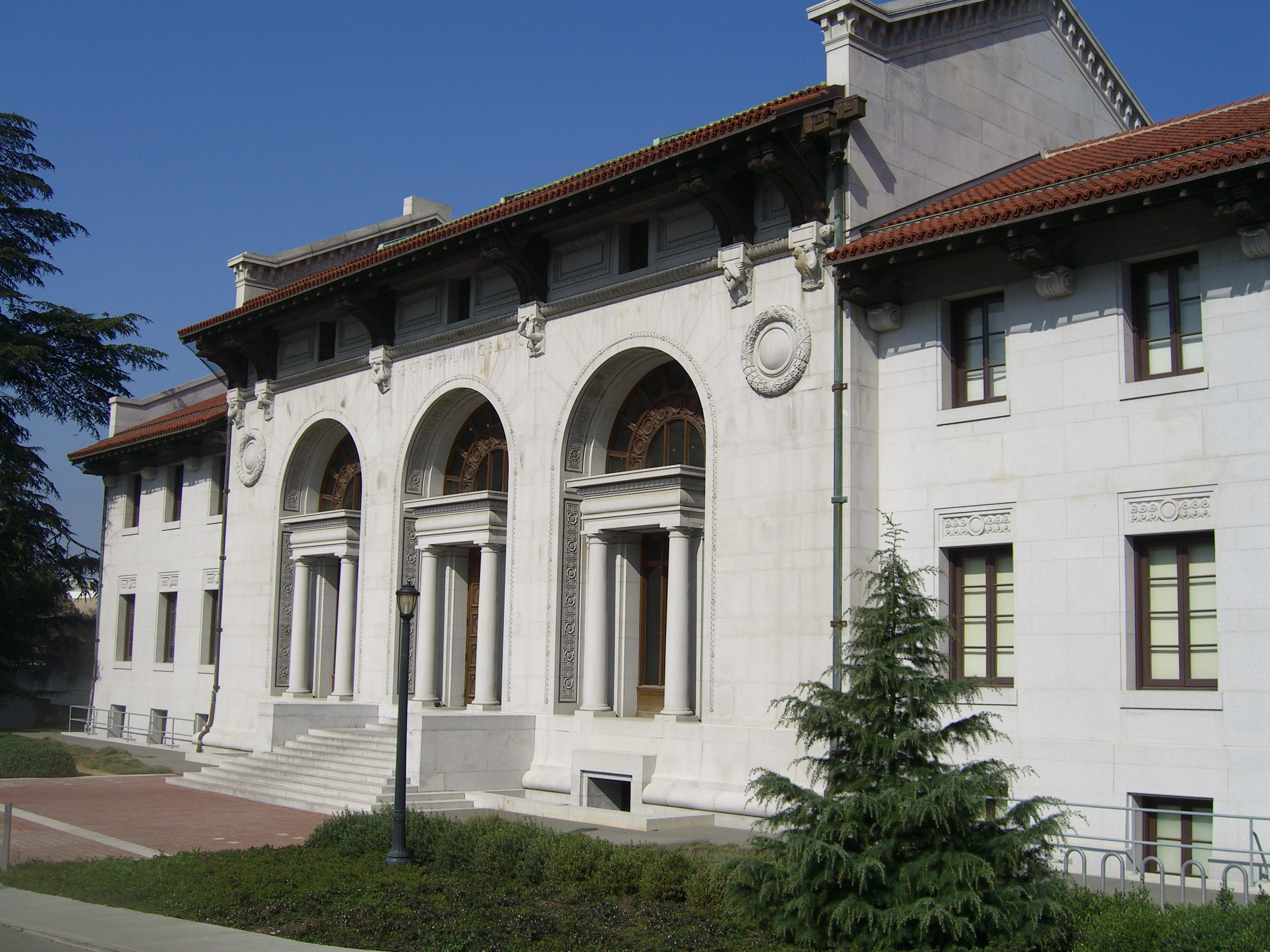
Edifici Mining iniciat el 1902 en memòria de George Hearst.

En el mateix any en què es va diplomar, 1902, va tornar a Califòrnia on no li va faltar treball, precedida per la fama que va adquirir a través de la premsa de París, Londres i els Estats Units, especialment en la Badia de San Francisco, que va seguir la seva trajectòria.
Al principi es va incorporar a l'estudi de John Galen Howard en l'estudi del qual va treballar dos anys en el disseny de diversos edificis del nou campus de la Universitat Berkeley finançat per Phoebe Apperson Hearst. Entre els seus treballs d'aquesta primera època estan l'Edifici Hearst Memorial Mining (1902), el Teatre Grec del que va ser pràcticament l'única responsable i el disseny preliminar de la Sather Gate, la porta sud de la universitat.
L'any 1904 va obtenir la llicència com a arquitecta en l'Estat de Califòrnia, va ser la primera dona a aconseguir-ho i va obrir el primer estudi propi en San Francisco. Entre els seus primers treballs està la remodelació de la Hisenda del Pou de Verona en Pleasanton, propietat de Phoebe Hearst i el campanar del Mills College en Oakland (1903), primer encàrrec de les organitzacions de dones per les quals va construir més d'un centenar d'edificis.
El campanar va resistir el terratrèmol de San Francisco de 1906 i va ajudar al fet que Morgan va rebre l'encàrrec de reconstruir l'Hotel Fairmont dissenyat pels Germans Reid, seriosament danyat. Va ser el seu primer projecte d'envergadura i en ell va incursionar en l'estil arquitectònic del Beaux Arts. Va supervisar els treballs al costat dels seus propietaris Herbert i Hartland Law i es va reinaugurar en el primer aniversari del terratrèmol el 1907.
El terratrèmol també va destruir l'edifici on estava la seva oficina. El 1907 es va traslladar a l'edifici Merchants Exchange Building en el 465 del carrer Califòrnia i es va associar amb la, també arquitecta, Ira Wilson Hoover però el 1910 Hoover es va anar de Califòrnia per tornar a l'est i Julia Morgan va començar a signar els seus projectes en solitari.

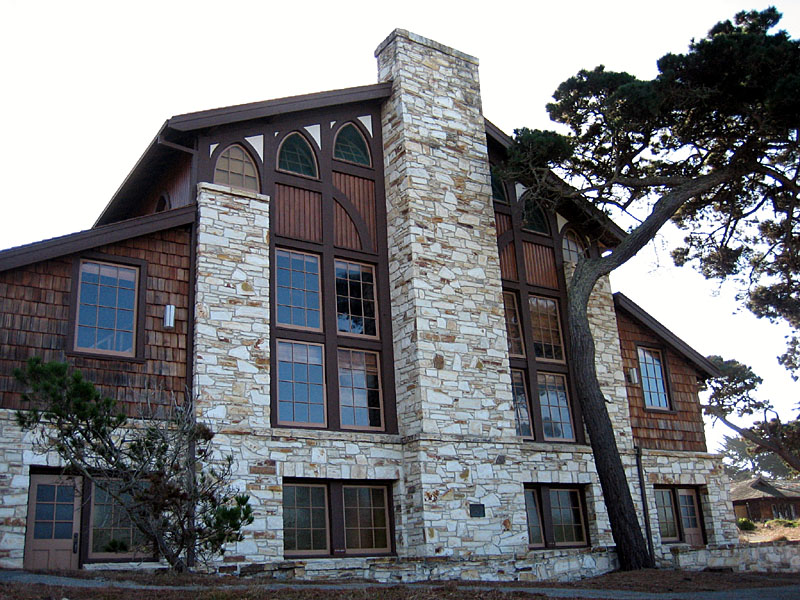
Merrill Hall, 1928.

Morgan va dissenyar al voltant de 700 edificis en els seus 50 anys de carrera, molts dels quals eren cases d'art i oficis, particularment en Berkeley, Oakland i Piedmont. Tenia especial prestigi entre les dones i li van encarregar nombrosos projectes de clubs femenins, escoles i universitats a més de residències particulars. El 1912 va dissenyar la primera seu de l'associació feminista YMCA en Oakland. A l'any següent Morgan va treballar en el primer dels tretze edificis en estil Arts & Crafts, precursor del modernisme per Asilomar, el retir enfront del mar de la YMCA prop de Monterrey que encara es manté en l'actualitat com a parc estatal i centre de conferències. Morgan va dissenyar 28 edificis per la YMCA a Califòrnia, Hawaii i Utah inclòs l'interior de la YMCA per a l'Exposició Universal de San Francisco de 1915.

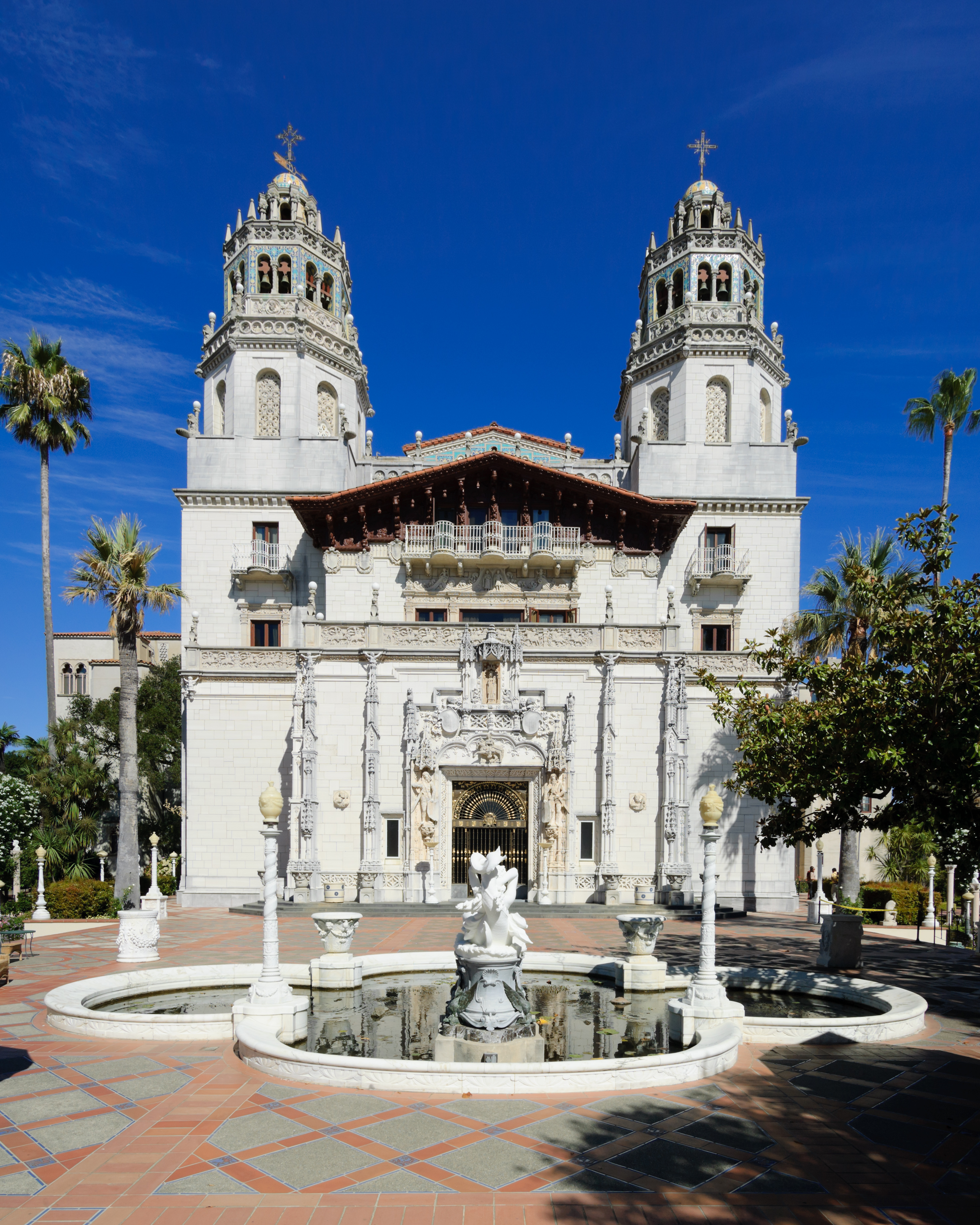
La Casa Gran del Castillo Hearst (1919-1947)

### Arquitecta de Randolph Hearst
En l'obra de Morgan va resultar clau també la seva relació amb el magnat de la premsa William Randolph Hearst. El 1910 la va contractar per dissenyar una residència en Sausalito que mai va ser construïda. El 1915 va dissenyar utilitzant l'Estil Missió l'edifici del periòdic Los Angeles Herald-Examiner, vaixell almirall de Hearst i va quedar tan encantat del resultat que la va contractar el 1919 per dissenyar el que ha estat una de les seves obres més emblemàtiques i costoses, l'edifici principal i les zones de convidats del Castell Hearst. En els següents 28 anys va supervisar gairebé tots els aspectes de la construcció en ell, incloent la compra de tot, des d'antiguitats espanyoles a la molsa d'Islàndia o els rens de zoològic del castell.
Morgan va dissenyar personalment la major part de les estructures, jardins, piscines, refugis d'animals i el campament dels treballadors fins al més mínim detall i l'anomenada Casa Gran, l'edifici principal. A més va treballar estretament amb Hearst per integrar la seva àmplia col·lecció d'art en les estructures i terrenys en San Simeón.
També va dissenyar projectes per a altres propietats de Hearst en Jolon, Wyntoon, Babicora, el “Hopi” residència en el Gran Canyó, el Phoebe Apperson Hearst Memorial Gymnasium en Berkeley, diverses de les seves residències de Beverly Hills i la casa de la platja Marion Davies en Santa Monica. A la fi de la dècada del 1930 amb els problemes financers de Hearst es va desaccelerar el ritme del seu treball. El 1947, després que Hearst abandonés el castell per última vegada a causa de la seva malaltia, el treball de Julia Morgan en San Simeón va acabar encara que el castell mai va quedar totalment finalitzat.
Va tancar la seva oficina el 1951 quan tenia 79 anys. Va morir sis anys després en San Francisco, el 2 de febrer de 1957. Està enterrada en el Cementiri Mountain View de Piedmont.

## Relació amb les organitzacions de dones
Del 1900 a 1930 moltes organitzacions de dones a Califòrnia i en altres llocs van construir nous edificis per servir a les seves causes. Julia Morgan va ser una de les arquitectes que més edificis va construir -gairebé un centenar- per a aquestes organitzacions que tenien entre els seus objectius la lluita pel dret al vot a més de la defensa de l'educació pública per a nens i nenes, l'educació superior per a les dones i la seva capacitació laboral, a més d'abordar qüestions com la protecció de la infància i la delinqüència juvenil, la salut i el sanejament, l'ecologisme, l'espai públic i urbà, el desenvolupament i la reforma laboral. Aconseguir diners per a la construcció d'edificis requeria llargues i intenses campanyes al carrer i en la premsa que les organitzacions de dones aprofitaven per sortir a l'espai públic i explicar les seves contribucions i els seus projectes.
L'arquitecta Julia Morgan, segons els historiadors de l'època era el símbol de la nova dona amb un alt nivell d'educació, independent i triomfadora en una professió tradicionalment masculina. El seu primer projecte per a les organitzacions va ser en el Mills College el 1903 on va ser arquitecta extraoficial durant vint anys. Durant aquest temps va dissenyar dotzenes de clubs culturals, socials i cívics per a dones, edificis residencials, acadèmics i socials per a escoles i universitats de dones, escoles primàries, orfenats, hospitals, residències d'infermeres, a més d'almenys disset edificis per la YMCA, una de les organitzacions més influent de dones als Estats Units. Un dels seus últims encàrrecs va ser el Berkeley Women's City Club. Construït el 1929, va ser un dels edificis més complexos que Julia Morgan va dissenyar per al moviment de dones de Califòrnia. Amb la seva alçada i estil gòtic mediterrani amb el qual va ser construït, l'edifici de formigó armat emanava força i poder. S'utilitzava com a espai residencial, social, recreatiu, cultural i comercial donant fe de la influència de les dones en la configuració del paisatge urbà de l'època.
Els qui han estudiat la seva obra i la seva biografia -com Karen McNeill- destaquen el seu activisme que li va portar en diverses ocasions a perdre diners en nombrosos encàrrecs que rebia d'aquestes organitzacions i que malgrat això assumia.

## Estil

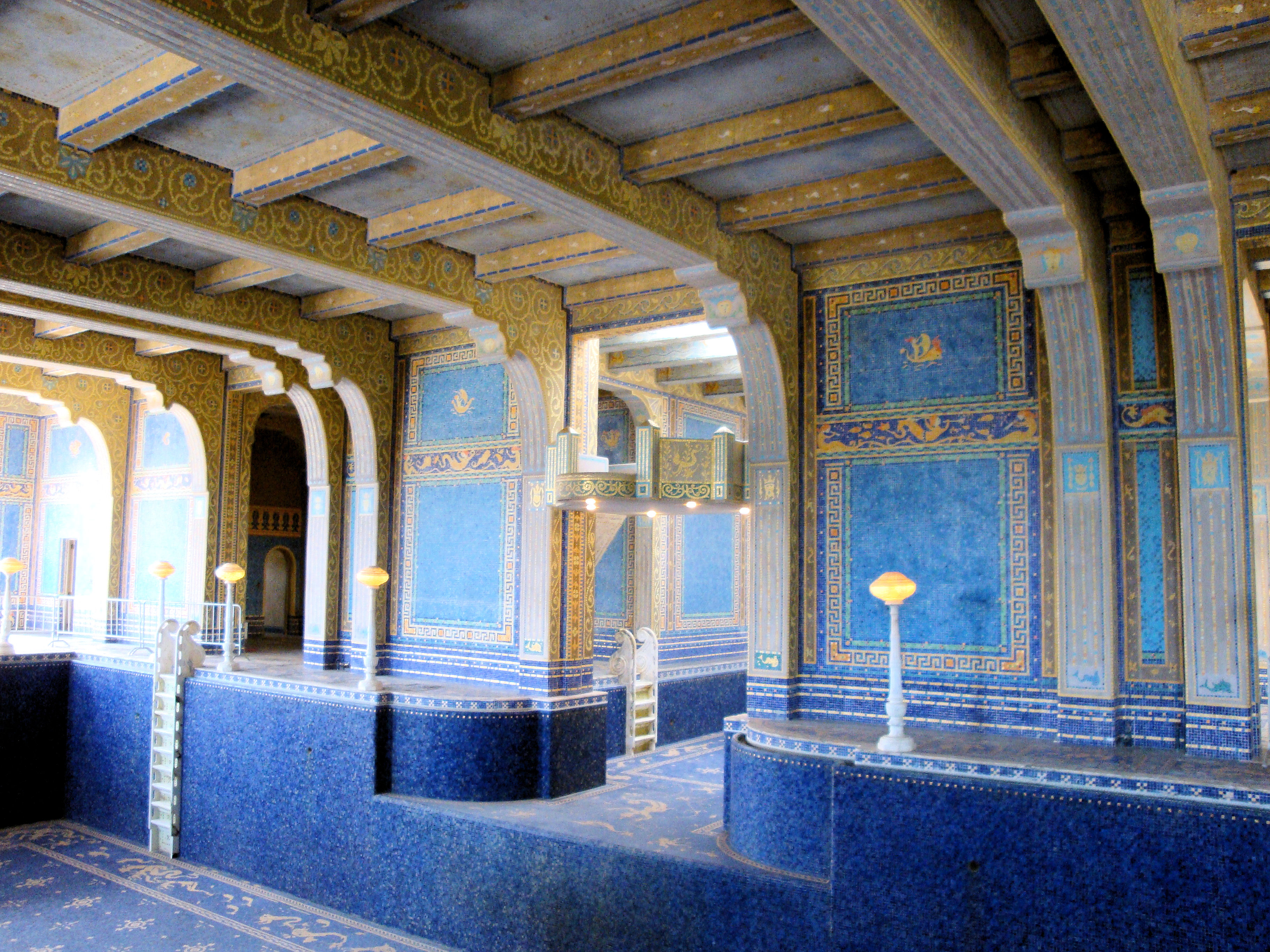
Piscina interior en el Castell Hearst (1919-1947).

Els projectes de Morgan eren molt variats en estil i materials. El seu treball inicial està influenciat per Arts and Crafts, un moviment artístic desenvolupat a Anglaterra entre 1880 i 1910 considerat precursor del Modernisme.
Utilitzant la seva formació en Beaux-Arts començava amb plànols lògics i després afegia les façanes exteriors i ornament. Els estils Neorrenaixement, Tudor, Colonial Espanyol, Mediterrani i Islàmic formaven part del seu vocabulari arquitectònic habitual integrats o superposats a elements Craftsman.
La diversitat en la seva obra sol atribuir-se tant a una especial disposició per escoltar els desitjos dels seus clients com a la seva flexibilitat com a arquitecta. La seva popularitat s'atribueix a la seva reputació com artesana meticulosa i a la seva capacitat per emmotllar
els seus projectes a les necessitats emocionals i de pressupost dels seus clients.